# Culicoides iranicus
Culicoides iranicus är en tvåvingeart som beskrevs av Naval 1971. Culicoides iranicus ingår i släktet Culicoides och familjen svidknott. Inga underarter finns listade i Catalogue of Life.